# Terra sports
Die terra sports GmbH ist der Betreiber einer deutschlandweiten EMS-Studiokette mit Sitz in Essen, Nordrhein-Westfalen. Das 200 Mitarbeiter starke Unternehmen ist Teil der Wortmann Gruppe. Es betreibt derzeit (2021) 54 Studios, in denen nach eigenen Angaben insgesamt 8000 Mitglieder trainieren. Terra sports ist somit das größte EMS-Filialsystem der Welt.

## Geschichte
Das erste Terra sports-Studio wurde im Juli 2014 von den Gesellschaftern Siegbert Wortmann (Eigentümer der Wortmann AG), Sven Wortmann und Sven Janus in Dortmund eröffnet. Sven Wortmann und Sven Janus fungieren darüber hinaus bis heute (2021) als Geschäftsführer. Noch im selben Jahr folgte die Eröffnung weiterer Studios in Essen, Düsseldorf sowie einer weiteren Filiale in Dortmund. Der offizielle Werbeslogan der Firma lautet „Your Personal Training“.

## Standorte
Mit Stand von Dezember 2022 betreibt die terra sports GmbH 54 Studios in Deutschland. Die meisten Studios gibt es in Düsseldorf, Dortmund und Essen (je vier) – gefolgt von Köln (zwei). Die Zentrale ist in Essen.

## Leistungen
Die terra sports GmbH bietet ein durch elektrische Muskelstimulation (EMS) unterstütztes Personal Training an, das dem Kraft- und Muskelaufbau sowie der Gesundheitsverbesserung dient. Jedes Studio verfügt über eine InBody-Körperanalysewaage, die laut Hersteller den Körper exakt vermessen und zwischen Muskulatur, Körperfett, Körperwasser sowie deren Verteilung unterscheiden kann. Beim EMS-Training steht jedem Mitglied durchgehend ein ausgebildeter Personal Trainer zur Seite, der Ausführungen und Trainingsleistung ausarbeitet, Übungen anleitet und gegebenenfalls korrigiert. Zudem fungiert der Personal Trainer auch als Ernährungsberater.